# Turistická značená trasa 2037
 Turistická značená trasa 2037 je 2 km dlouhá modře značená okružní trasa Klubu českých turistů v okrese Žďár nad Sázavou spojující lokalitu Medlov s Paseckou skálou. Její převažující směr je východní. Trasa vede územím CHKO Žďárské vrchy.

## Průběh trasy
Turistická trasa má svůj počátek v rekreační lokalitě Medlov u stejnojmenného rybníka na rozcestí se zeleně značenou trasou 4542 ze Žďáru nad Sázavou do Nového Města na Moravě a žlutě značenou trasou 7549 ze Svratky do Kadova. Trasa 2037 ve zpočátku s oběma v krátkém souběhu po asfaltové komunikaci jihovýchodním směrem, poté se stáčí k severovýchodu a po zpevněné lesní komunikaci klesá už jen v souběhu s trasou 7549 k Podmedlovskému mlýnu. Zde souběh končí a trasa 2037 stoupá lesními pěšinami k jihovýchodu na vrchol Pasecké skály, kde končí na rozcestí se zeleně značenou trasou 4504 z Borové do Víru. Z něj je ještě zřízena krátká modře značená odbočka na skalní vyhlídku.

## Turistické zajímavosti na trase
- rybník Medlov
- Naučná stezka Po stopách posledního vlka
- kulturní památka Podmedlovský mlýn
- skalní útvar s vyhlídkou a přírodní památka Pasecká skála